# Вестё, Чель
Чель Андерс Вестё (швед. Kjell Anders Westö; 6 августа 1961, Хельсинки, Финляндия) — финский шведскоязычный поэт, писатель и журналист. Лауреат премии «Финляндия» (2006).

## Биография
Чель Вестё родился и живёт в Хельсинки. В этом городе происходит действие и почти всех прозаических произведений писателя.
Учился в Шведской высшей школе социальных наук (Хельсинки).

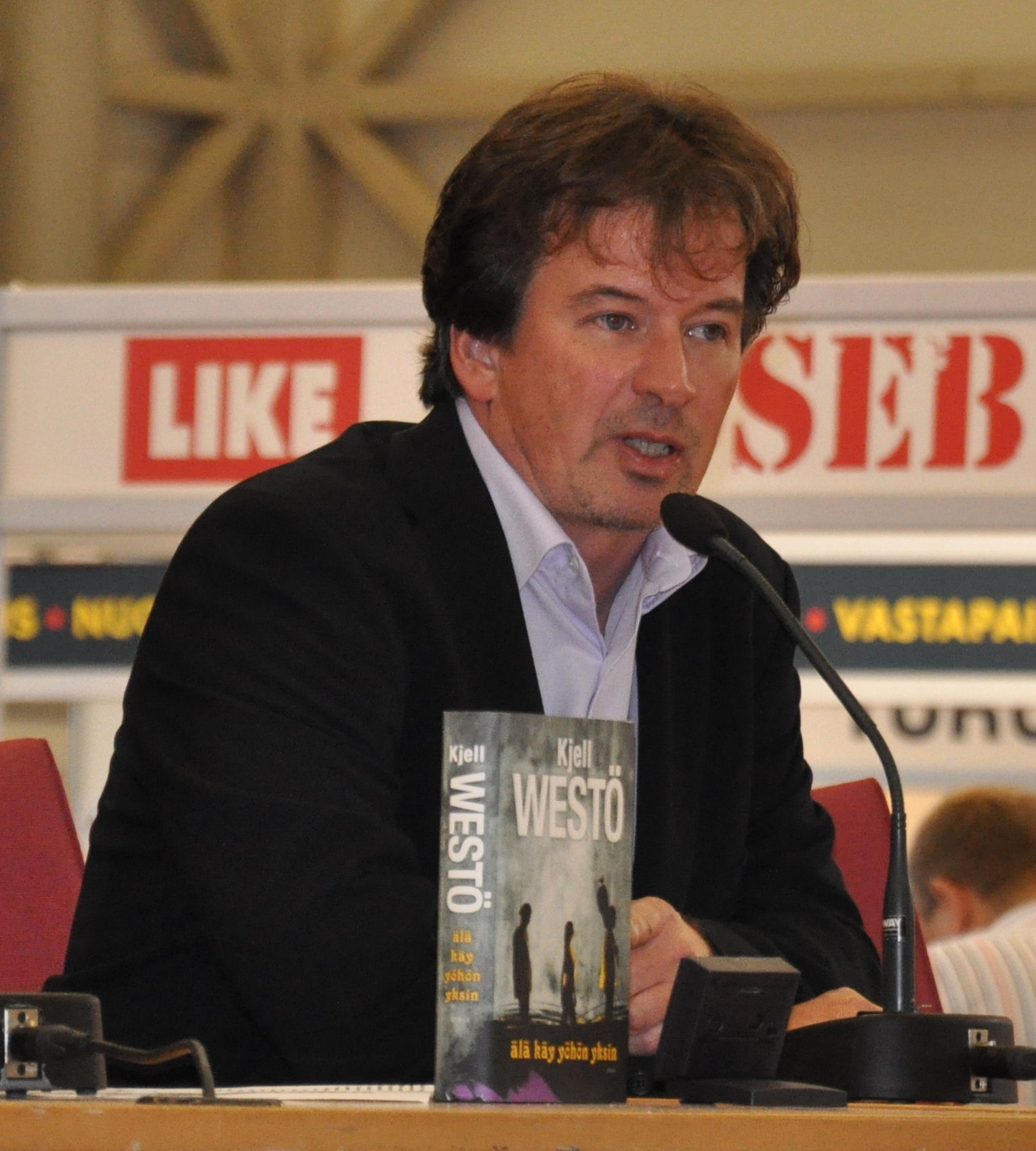
Чель Вестё представляет свой роман Älä käy yöhön yksin на Книжной ярмарке в Турку (2009)

Дебютировал в литературе в возрасте 25 лет — в 1986 году был опубликован сборник его стихотворений «Tango Orange», в котором, в частности, автор размышляет об ответственности человека перед обществом. Вслед за «Tango Orange» Вестё опубликовал ещё два сборника стихотворений. В этот же период, во второй половине 1980-х годов, Вестё печатался как журналист в газетах «Хювюдстадсбладет» и «Ню Тид», а также в различных литературных журналах. Период 1980-х годов, по мнению самого Вестё, он воспринимал как время политического и культурного вакуума.
В конце 1980-х годов Вестё обратился к прозе, в 1989 году вышел сборник рассказов «Сыпь». В 1992 году вышел ещё один сборник рассказов — «Дело Брууса. Три рассказа». Включенная в него повесть «Мелба, Маллинен и я» опубликована по-русски в журнале «Север» в переводе Зинаиды Линден.
Первый роман Вестё, семейная хроника «Воздушные змеи над Гельсингфорсом», был опубликован в 1996 году, получил очень хорошие отзывы и через несколько лет был экранизирован. В 2000 году вышел второй роман — «Проклятие семьи Скраке», который был номинирован на премию «Финляндия» и на литературную премию Северного совета.
Третий роман Вестё, «Ланг» (швед. Lang), был опубликован в 2002 году; в 2005 году он вышел в русском переводе под названием «Кристиан Ланг — человек без запаха». Это произведение, как и «Проклятие семьи Скраке», было номинировано на премию «Финляндия» и на литературную премию Северного совета. В романе, действие которого происходит на стыке XX и XXI веков, рассказывается о трагической влюблённости писателя и телеведущего в женщину, одновременно доступную и непонятную; непреодолимая тяга к ней приводит главного героя в тюрьму, его обвиняют в убийстве бывшего мужа этой женщины…
Сегодня произведения Вестё переведены более чем на 20 языков, и он является семикратным лауреатом премий Общества шведской литературы в Финляндии. Den svavelgula himlen (Yellow Sulphur Sky) — его седьмой роман. Он был опубликован в 2017 году на шведском, финском, норвежском и датском языках, также проданы права на перевод на французский, немецкий и голландский языки; в 2021 году вышел фильм по роману. 
В сентябре 2017 года в Финском национальном театре в Хельсинки состоялась премьера сценической версии романа "Hägring 38", адаптированной Микаэлой Хасан и Майклом Бараном и поставленной Микаэлой Хасан. 
В 2020 году был опубликован восьмой роман Вестё "Тритонус".

## Премии и награды
- В 2006 года Вестё был удостоен премии «Финляндия» за роман Där vi en gång gått[5].
- В 2008 году Вестё был награждён медалью Pro Finlandia («Для Финляндии») — специальной медалью ордена Льва Финляндии, которой награждаются деятели культуры[5].
- В марте 2014 года за роман «Мираж 38» Вестё стал лауреатом литературной премии Шведского радио Romanpriset за лучший роман 2013 года. В решении жюри говорится, что премия присуждена «за то, что он [Челль Вестё] точным языком вводит нас в хельсинкскую среду, в которой сложные характеры вызывают к жизни мрачную страницу нашей истории, проводя параллели с современностью»[6].
- В октябре 2014 года удостоен Литературной премии Северного Совета за роман «Мираж 38» («Hägring 38»)[7].

## Произведения
Сведения о публикациях Вестё по данным издательства Otava:
| Год  | Оригинальное название             | Название на финском языке                  | Название на русском языке          | Жанр, дополнительная информация                               |
| ---- | --------------------------------- | ------------------------------------------ | ---------------------------------- | ------------------------------------------------------------- |
| 1986 | Tango Orange                      | Tango Orange                               | Tango Orange                       | Сборник стихотворений                                         |
| 1988 | Epitaf över Mr. Nacht             | Epitaf över Mr. Nacht                      | Epitaf över Mr. Nacht              | Сборник стихотворений                                         |
| 1989 | Avig-Bön                          | Avig-Bön                                   | Avig-Bön                           | Сборник стихотворений. Книга вышла под псевдонимом Anders Hed |
| 1989 | Utslag och andra noveller         | Merkitty ja muita novelleja                | Сыпь                               | Сборник рассказов                                             |
| 1992 | Fallet Bruus — tre berättelser    | Tapaus Bruus ja muita kertomuksia          | Дело Брууса. Три рассказа          | Сборник рассказов                                             |
| 1996 | Drakarna över Helsingfors         | Leijat Helsingin yllä                      | Воздушные змеи над Гельсингфорсом  | Роман                                                         |
| 2000 | Vådan av att vara Skrake          | Isän nimeen                                | Проклятие семьи Скраке             | Роман                                                         |
| 2002 | Lang                              | Lang                                       | Кристиан Ланг — человек без запаха | Роман                                                         |
| 2004 | Lugna favoriter                   | Rennot suosikit — Kertomuksia 1989—2002    | Lugna favoriter                    | Сборник рассказов                                             |
| 2006 | Där vi en gång gått               | Missä kuljimme kerran                      | Там, где мы бывали                 | Роман                                                         |
| 2009 | Gå inte ensam ut i natten         | Älä käy yöhön yksin (fi)                   | Gå inte ensam ut i natten          | Роман                                                         |
| 2011 | Sprickor — Valda texter 1986—2011 | Halkeamia — Valikoituja tekstejä 1986—2011 | Sprickor - Valda texter 1986-2011  | Сборник рассказов                                             |
| 2013 | Hägring 38                        | Kangastus 38                               | Мираж 38                           | Роман                                                         |